# Valeriana oligantha
Valeriana oligantha är en kaprifolväxtart som beskrevs av Pierre Edmond Boissier och Heldr. Valeriana oligantha ingår i släktet vänderötter, och familjen kaprifolväxter. Inga underarter finns listade i Catalogue of Life.